# Somery
Somery is het derde verzamelalbum van de Amerikaanse punkband Descendents. Het album werd uitgegeven op 16 juli 1991 via het platenlabel SST Records bevat nummers van de ep Fat (1981) en van de studioalbums Milo Goes to College (1982), I Don't Want to Grow Up (1985), Enjoy! (1986), en All (1987).

## Nummers
Tracks 2, 8 en 16 zijn genomen van Fat. 3, 9, 12, 17 en 21 van Milo Goes to College. 4, 10, 18, 20 en 27 van I Don't Want to Grow Up. 5, 7, 13, 19 en 24-25 van Enjoy!. 1, 6, 11, 15, 22, 26 en 28 van All.
| 1. "All" - 0:01 2. "My Dad Sucks" - 0:35 3. "Suburban Home" - 1:40 4. "Silly Girl" - 2:21 5. "Kids" - 0:44 6. "Clean Sheets" - 3:12 7. "Sour Grapes" - 3:47 8. "Weinerschnitzel" - 0:11 9. "Myage" - 2:00 10. "Good Good Things" - 2:19 11. "Van" - 2:59 12. "Bikeage" - 2:12 13. "Enjoy" - 2:10 14. "Theme" - 2:12 | 1. "Coolidge" - 2:45 2. "I Like Food" - 0:16 3. "I Wanna Be a Bear" - 0:41 4. "I Don't Want to Grow Up" - 1:19 5. "Cheer" - 3:01 6. "Pervert" - 1:45 7. "Hope" - 1:59 8. "All-O-Gistics" - 3:00 9. "I'm Not a Loser" - 1:28 10. "Get the Time" - 3:12 11. "Hürtin' Crüe" - 2:34 12. "Cameage" - 3:03 13. "Descendents" - 1:43 14. "No, All!" - 0:03 |

## Band
- Karl Alvarez - basgitaar (All)
- Milo Aukerman - zang
- Doug Carrion - basgitaar (Enjoy!)
- Ray Cooper - gitaar (I Don't Want to Grow Up en Enjoy!)
- Stephen Egerton - gitaar (All)
- Frank Navetta - gitaar (Fat en Milo Goes to College)
- Tony Lombardo - basgitaar (Fat, Milo Goes to College en I Don't Want to Grow Up)
- Bill Stevenson - drums